# Sobolice, Distrito de Nowa Sól

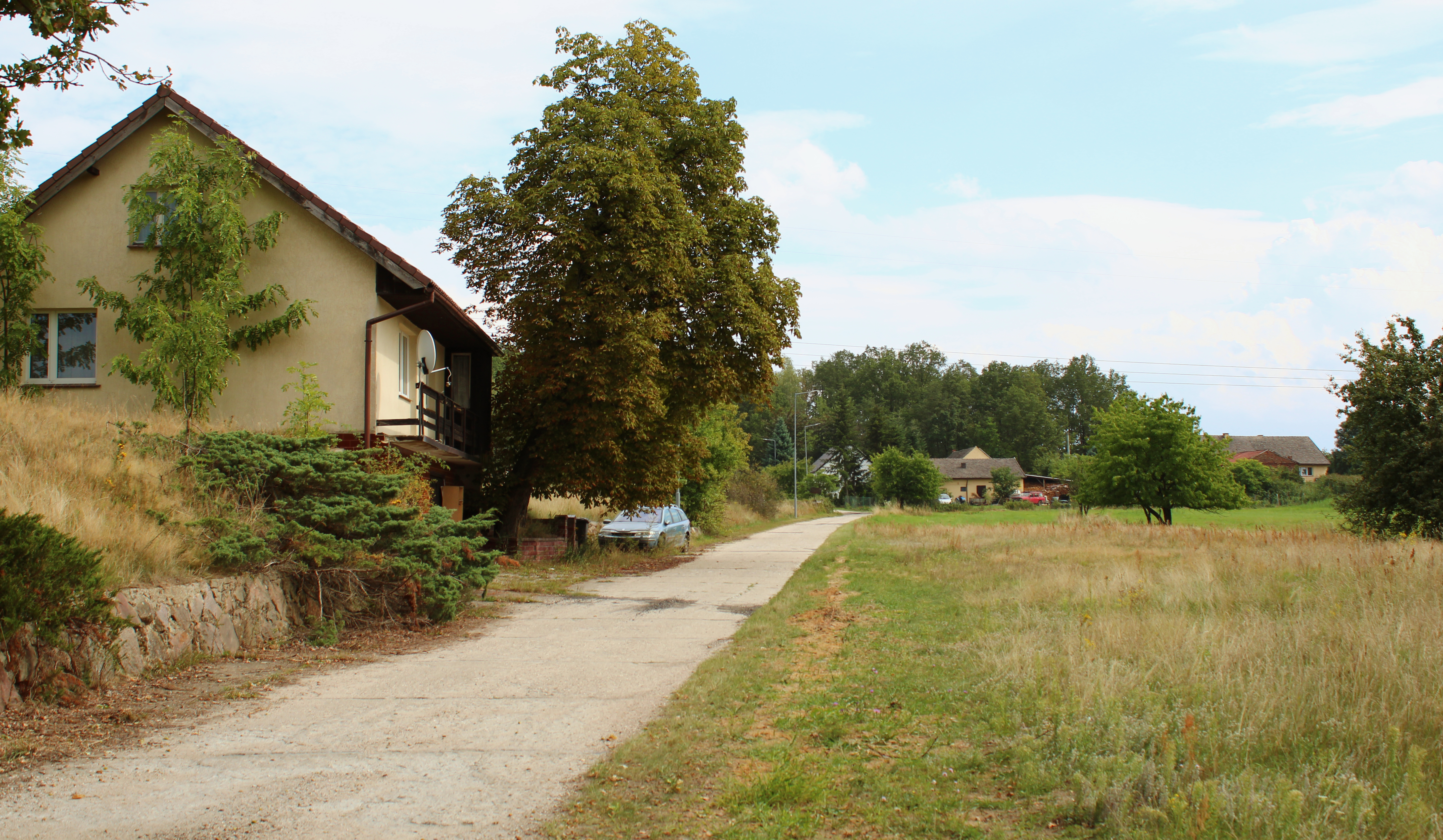
Casas en Sobolice.

Sobolice [sɔbɔˈEncendido͡sɛ] (en alemán: Zöbelwitz, 1937-1945 Zöbeln: Zöbelwitz, 1937-1945 Zöbeln) es un pueblo ubicado en el distrito administrativo de Gmina Bytom Odrzańesquí, dentro del Distrito de Nowa Sól, Voivodato de Lubusz, en Polonia occidental. Se encuentra aproximadamente a 7 kilómetros al sureste de Bytom Odrzańesquí, a 16 kilómetros al sureste de Nowa Sól, y a 38 kilómetros al sureste de Zielona Góra.